# Poli-β-idrossibutirrato

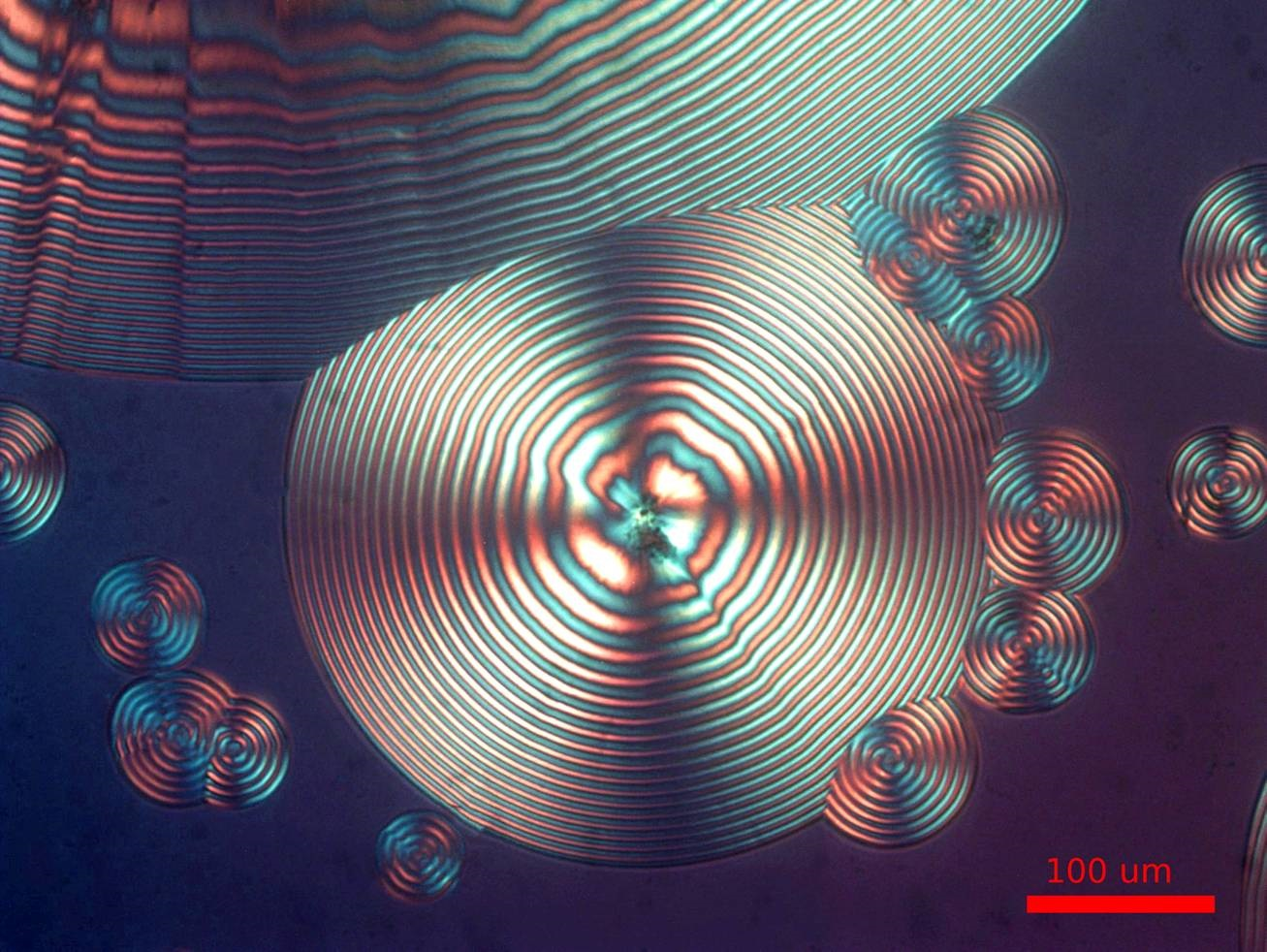
Micrografia di cristalli sferulitici di poli(idrossi butirrato)

Il poli-β-idrossibutirrato (PHB) è un poliidrossialcanoato (PHA), un polimero appartenente alla classe dei poliesteri.
Scoperto e caratterizzato nel 1926 dal microbiologo francese Maurice Lemoigne, il PHB è prodotto da microrganismi (come Ralstonia eutrophus o Bacillus megaterium) apparentemente in risposta a condizioni di stress fisiologico. Il polimero è soprattutto un prodotto della assimilazione del carbonio da fonti quali il glucosio o amido, ed è impiegato dai microrganismi quale molecola di riserva da metabolizzare quando altre fonti di energia non sono disponibili.

## Biosintesi
La biosintesi batterica del PHB inizia con la condensazione di due molecole di acetil-CoA per dare acetoacetil-CoA che è successivamente ridotto a idrossibutiril-CoA. Quest'ultimo composto è il monomero che polimerizza per dare PHB.

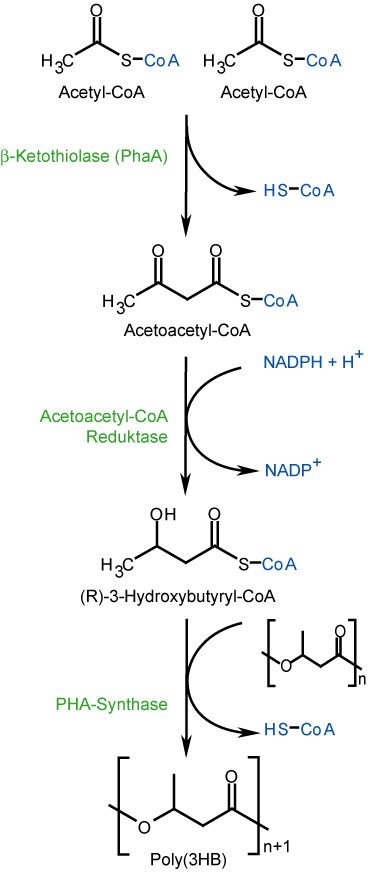
Schema della biosintesi del PHB nei microrganismi